# 曹彦约
曹彥約（1157年—1228年），字簡甫，號昌谷，南康軍都昌縣人，南宋官員。

## 仕途

### 早年
淳熙八年（1181年）进士。曾随朱熹讲学，历任建平尉、桂阳司录、辰溪令，知乐平县，主管江西安抚司机宜文字。知澧州，未上任，薛叔似受命宣抚京湖，聘曹彦约主管机宜文字。汉阳缺守将，曹彦约发檄文，暂摄军事。约开禧二年（1206年），金军大举入侵，郡兵素来貧弱，曹彦约搜访土豪，由许禼总领民兵，赵观防御水道，党仲升率宣抚司军驻扎在郡城。金以重兵围安陆，出游骑闯汉川，曹彦约教授赵观对敌方略，组织渔户在南河拒守，赵观迎战，斩金军先锋，又派死士焚烧其战舰，昼夜死战，北渡追击，金军大败而去。曹彦约又遣党仲升劫金军寨，杀千余人，但党仲升也中流矢而死。曹彦约奏请赵观补成忠郎、汉川簿尉，追赠党仲升修武郎，任党仲升后人二人为官。曹彦约因守御有功，进秩二等，就地知汉阳。
嘉定元年（1208年），朝廷下诏请求言事，曹彦约上奏称给敌人岁币只是纵欲之举，不如滞留使者，加强监督边境防御，以后金军再想大举进攻，百姓已经生怨，敌军欲前进，则我军已戒严，敌军欲退，则后方有叛军，可以期待决胜了。不久，提举湖北常平，权知鄂州兼湖广总领，改提点刑狱，迁湖南转运判官。

### 弭平民變
时峒寇罗世传、李元砺、李新等相继作乱，即黑风峒变乱。桂阳、茶陵、安仁三县都被残破，方圆千里都为盗贼所祸害。曹彦约到攸县监督运输，人心始定。三年（1210年）三月，迁直秘阁、知潭州、湖南安抚。六月，曹彦约被盗贼所败，贼势方熾。当时江西称想要招安李元砺，朝廷下命令到湖南议招讨事宜，曹彦约说：“如今不行讨伐抓捕，曲意招安，失了朝廷威望。若李元砺做出模棱两可的回答等待重兵，则兵不可撤离戍守之所，民不得安居乐业。”李元砺果然不服，于是曹彦约督诸将逼近盗贼们的巢穴驻扎，在洣水南酃泉击破李新。李新受伤而死，其部众推李如松为首，不久李如松投降，朝廷收复桂阳。罗世传素来与李元砺有隙，这时秘密请求图谋李元砺以立功，曹彦约定下赏格回复他并告诉朝廷，又给他一万缗钱犒军。十二月，罗世传擒住李元砺。曹彦约回到长沙，不久复出督战，众盗贼余党都被平定。
罗世传自以为有功，滞留以求重金笼络，曹彦约告谕称不宜有额外的要求。当时池州副都统许俊驻兵吉州龙泉县，以重金结交罗世传，超出规定许诺官职、资财，罗世传于是解送李元砺到江西。胡榘主管右司，想用罗世传统一各峒，以罗世传为帅，都撤去江西、湖南的屯兵，曹彦约坚持不肯，胡榘不悦，但罗世传终究桀骜不肯出峒，四年（1211年）二月复叛。曹彦约秘密派罗九迁行反间计，九月，以重赏许诺引诱胡友睦（一作胡有功）杀了罗世传。江西戍兵来争功，曹彦约不计较。曹彦约被擢为侍右郎官，但因右正言郑昭先进言，任命中止。

### 輾轉福廣
久后，曹彦约被任为利州路转运判官兼利州知州。听闻闽中尉吴昌裔贤能，用他主管籴场。关外缺粮，曹彦约听从吴昌裔建议，尽发本司储存的粮食减价卖出，免役、通商、免税，百姓得以获得救济。时沔州都统制王大才骄横，制置使董居谊不得权柄，反而曲意奉迎。曹彦约因蜀地边境诸司并列，兵权不一，有一点微小警报就奏议纷纷，理财的官员归怨于兵弱，握有兵权者归咎于钱少，于是写了《病夫议》，献于庙堂，但当时朝廷的言论不认可此文。
曹彦约受任知宁国府，又改知隆兴府、江西安抚。不久，蜀地边境遭遇兵祸，内部也有张福、莫简之变，曹彦约先前所言无一不应验。迁大理少卿，又权知户部侍郎，以宝谟阁待制的官职知成都事。曹彦约乞求入宫奏事，不获准，又请求入内对奏，无果。改知福州，又改知潭州，曹彦约坚辞，提举明道观，不久以焕章阁待制提举崇福宫。

### 宋理宗時期
宋理宗即位，擢曹彦约为兵部侍郎兼国史院同修撰。宝庆元年（1225年）入内对奏，劝理宗讲学，防范近臣，又说：“当效法庆历、元祐年间皇帝纳谏，以紹聖、崇宁、大观年间皇帝讳言为戒。近年以来，有以卖直好名之说奏对的，希望陛下像倚仗蓍龟（比喻德高望重的人）一样倚仗忠直者，像去除蟊贼一样去除邪佞者，有阻挠直言的一定要贬斥放逐。”
又一次下诏求言时，曹彦约上奏建议理宗善待兄弟，又荐隆州井研百姓李心传素来精通史学，请求给予初品官职，任职史馆，获准。
不久，兼侍读，不久迁礼部侍郎，加宝谟阁直学士，提举佑神观兼侍读。授兵部尚书，坚辞不拜受。改宝章阁学士、知常德府，面辞皇帝时称下情未通，滥征捐税没有革除。理宗问：“其病在哪里？”答曰：“谏臣只说人主的事，不说时政，下情怎么通达？都城有公开贿赂之举，那么州郡横征暴敛也没有可疑的。”提举崇福宫，以华文阁学士转通议大夫致仕，紹定元年（1228年）卒，赠宣奉大夫。嘉熙初年，赐谥文简。

## 作品
- 《经幄管见》，清朝乾隆年间辑本四卷[7]
- 《昌谷集》二十二卷[8]

## 评价
- 《宋史》论曰：曹彦约可与建立事功。